# Andrew O'Hagan
Andrew O'Hagan (Glasgow, 1968) è uno scrittore scozzese.

## Biografia
Nato a Glasgow nel 1968, vive e lavora a Londra.
Dopo la laurea alla Strathclyde University, ha iniziato a lavorare come assistente editoriale al periodico London Review of Books.
Ha esordito nel 1995 con il saggio autobiografico The missing e ha pubblicato il suo primo romanzo, Ai nostri padri, nel 1999 arrivando in finale al Booker Prize.
Sono seguiti altri saggi e 4 romanzi spesso incentrati sulle problematiche della odierna Scozia tra i quali Bravissima ha ricevuto il James Tait Black Memorial Prize nel 2003.

## Opere

### Romanzi
- Ai nostri padri (Our Fathers, 1999), Milano, Frassinelli, 2001 traduzione di Maria Luisa Cantarelli ISBN 88-7684-659-X.
- Bravissima (Personality, 2003), Milano, Frassinelli, 2004 traduzione di Maria Luisa Cantarelli ISBN 88-7684-788-X.
- Stammi vicino (Be Near Me, 2006), Roma, Fazi, 2013 traduzione di Maurizio Bartocci ISBN 978-88-6411-189-6.
- Vita e opinioni del cane Maf e della sua amica Marilyn Monroe (The Life and Opinions of Maf the Dog, and of His Friend Marilyn Monroe, 2010), Roma, Fazi, 2011 traduzione di Maurizio Bartocci ISBN 978-88-6411-190-2.
- The Illuminations (2015)
- Effimeri (Mayflies, 2020), Firenze-Milano, Giunti-Bompiani, 2022 traduzione di Marco Drago ISBN 978-88-301-0559-1.
- Caledonian Road, Bompiani, 2024, traduzione di Marco Drago, ISBN 9788830107236

### Saggi
- The Missing (1995)
- The Atlantic Ocean: Essays (2008)
- La vita segreta: tre storie vere dell'era digitale[5] (The Secret Life: Three True Stories of the Digital Age, 2017), Milano, Adelphi, 2017 traduzione di Svevo D'Onofrio ISBN 978-88-459-3215-1.

### Ghostwriter
- Julian Assange: The Unauthorised Autobiography (2011)